# Ager (vattendrag i Österrike)
Ager är ett vattendrag i Österrike. Det ligger i förbundslandet Oberösterreich, i den centrala delen av landet.